# Săsenii Vechi, Buzău
Săsenii Vechi este un sat în comuna Vernești din județul Buzău, Muntenia, România. Se află în partea centrală a județului, în Subcarpații de Curbură, în Depresiunea Nișcov, la poalele nord-estice ale Dealului Istrița.
Satele cu numele de Săseni din actuala comună Vernești au fost populate prin secolul al XVII-lea de coloniști sași din Transilvania, românizați în decursul timpului. În secolul al XIX-lea, ele au făcut parte din comuna Gura Nișcovului, desființată în 1968.